# Monte Aquilaia
Il monte Aquilaia (1.104 metri) è una montagna che si eleva all'estremità occidentale del cono vulcanico del monte Amiata, a nord-ovest del monte Buceto, e assieme al più settentrionale poggio all'Olmo delimita a est il territorio della Valle dell'Ombrone.
Il rilievo montuoso si innalza ai limiti occidentali del territorio comunale di Arcidosso, poco a nord-est delle località di Stribugliano e di Salaiola; la sua sponda settentrionale è inclusa nella Riserva naturale Poggio all'Olmo.   